# Джерело № 2 (Латірка)
Джерело № 2 — гідрологічна пам'ятка природи місцевого значення. Об'єкт розташований на території Воловецького району Закарпатської області, с. Латірка, урочище Горб.
Площа — 0,3 га, статус отриманий у 1984 році (Рішення Закарпатського облвиконкому від 23.10.1984 р. № 253).
Охороняється джерело мінеральної води та прилегла територія. Вода вуглекисла, гідрокарбонатно-калієво-натрієва, загальна мінералізація - 2,4 г/л, придатна для лікування захворювань органів травлення.